# Uddevalla
Uddevalla er hovedby i Uddevalla kommune i Västra Götalands län, Bohuslän, Sverige.
Byen ligger ved Byfjorden, en vig af Skagerrak, ved Bäveåns udmunding, og er den største by i Bohuslän.
Hvor korsvejene mødtes blev byen grundlagt som en norsk middelalderlig handelsplads. I 1498 fik byen købstadsrettigheder.
I 1677 udkæmpedes en del af den skånske krig sig her i slaget ved Uddevalla.
1800-tallets industrialisering lagde grunden til det nutidige varierede erhvervsliv. Virksomheder som bomuldsspinderiet Kampenhofs AB, Uddevalla Tändsticksfabrik, tekstilvirksomheder som Tiger of Sweden samt skibsværftet Uddevallavarvet har bidraget til udviklingen mod byens nutidige erhvervsmæssige dominans i regionen. Frem til juni 2013 har Volvo Cars haft en fabrik i byen, som har fremstillet bl.a. Volvo 740 og C70.
Byen har gennem årene været hærget af krig og ildebrand. Seks gange er byen nedbrændt; de fem første gange af svenske tropper. Desuden har store brande flere gange ødelagt dele af byen. I tidens løb har Uddevalla ligget i Danmark, Norge og nu Sverige. Syv gange har byen skiftet nationalt tilhørsforhold, hvilket er nordisk rekord.
I 1998 fejrede Uddevalla sit 500-årsjubilæum som købstad.